# Синьковский, Дмитрий Николаевич
Дмитрий Николаевич Синьковский (1739—1793) — профессор философии Московского университета.

## Биография
Из церковнослужителей. Окончил Переяславскую семинарию (1760), начал службу там же учителем латинского и греческого языков. Перешёл в Московский университет (1763): зачислен в университетскую гимназию (21 января), произведён в студенты (14 апреля). Слушал философские лекции профессора Фроманна и юридические — профессора Дильтея. Занимался также филологией под руководством Барсова. 
По окончании курса наук определён преподавателем истории и географии в университетскую гимназию (с января 1765). Через два года перешёл в Переяславскую семинарию учителем латинского языка. В 1776 году Синьковский возвратился в Москву и был определён в университетскую гимназию преподавателем высшего латинского и среднего греческого классов. В 1778 году выдержал экзамен на степень магистра свободных наук и стал преподавать начатки риторики и славянский язык.
12 октября 1786 года Синьковский произведен в экстраординарные профессора логики и нравственной философии, а в 1788 году (24 мая) — в ординарные. В 1789 году для торжественного собрания Синьковский сочинил речь «О вероятном познании нравов человеческих по некоторым знакам». Тогда же речь была напечатана, но автор не смог её прочитать из-за болезни. В 1782 году Синьковский издал в Москве свой перевод «Нравоучительной философии» Баумейстера, а в 1786 году — «Исправленный и умноженный Геснеров латинский лексикон с русскими переводами», в двух частях. Третью часть этого лексикона издал уже его племянник, Андрей Ф. Синьковский в 1798 году. Умер Синьковский по разным сведениям в 1792 или 1793 году. За перевод надписей на древних медалях Синьковский получил награду от самой императрицы Екатерины II.